# Tremulant

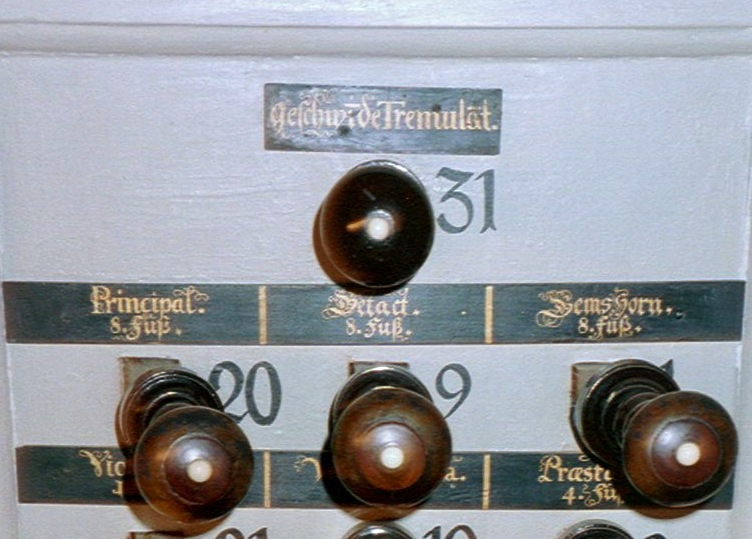
Tremulant en un órgano antiguo construido en 1732. El comando para accionar este mecanismo en ocasiones suele ser igual al de un registro.

Tremulant (identificado también como tremblant, tremolo o schwebung) en los órganos de tubos se trata de un dispositivo que produce una ondulación en el aire que llega a los tubos, este mecánismo integrado en la línea de viento, modifica la presión del aire en un ciclo repetitivo. Normalmente se acciona como si fuese un comando más dentro de los registros, que en vez de accionar un rango de tubos, actúa en el suministro de aire, cuando el tremulant es activado, el flujo de aire que normalmente es continuo, pasa a ser ondulante, lo que da como resultado un efecto que a manudo es descripto como "respiratorio", y por ello se suele usar el tremulant junto al registro de voz humana. Se trata de un mecanismo antiguo cuyo origen se remonta al siglo XVI. Depediendo de las características del instrumento, al activar el tremulant puede actuar en todo el órgano, o solo en una determinada división.
No se debe confundir el tremulant con el registro de celeste o voix celeste, consistente en un rango de tubos desafinados más agudo o grave (dependiendo el caso), que al ser tocados junto a un rango de tubos afinados, se produce también una ondulación en el sonido resultante.

## Antecedentes
El antecedente más remoto del uso del tremulant es en el órgano italiano de un manual y pedalera ubicado en el Palacio Comunal de Siena, obra de Giovanni di Antonio llamado il Piffaro construido en 1519. En 1561, Massimiliano da Udine incluyó el trémulo en el contrato para la construcción del órgano de las Hermanas de San Daniele en Venecia. Durante el mismo año, en Sicilia, Silvestro Colliga incluyó una “Flauta al estilo alemán con su trémulo” para el órgano de S. Antonio Abate en Palermo.

## Características
Los diferentes tipos de tubos de órgano modifican su tono y volumen en distinta medida según la presión de aire siministrada. Algunos tubos tendrán más vibrato que trémolo, y viceversa. En todos los tonos de tubos, la variación de la presión de aire mediante un dispositivo trémulante produce ambos efectos. El dispositivo de un órgano de tubos que produce vibrato y trémolo en los tonos de los tubos se llama tremulant o tremulante. Se han utilizado varios tipos de trémulantes, pero los más eficaces tienen una válvula grande que se abre y se cierra a la frecuencia de vibrato deseada (al rededor de unas 360-400 veces por minuto), al abrirse, expulsa grandes bocanadas de aire por el lado regulado del regulador de presión del órgano de tubos.

## Tipos
Los tremulantes se pueden clasificar en dos categorías: los que varían el suministro de aire a los tubos sin liberar aire a la atmósfera y se los conoce como "tremulantes de viento retenido o cerrado", y los que expulsan el viento al exterior antes de que llegue a los tubos llamados "tremulantes de viento perdido o abierto". En cualquier caso, las variaciones periódicas de la presión del viento resultantes convergen en diversos efectos trémulos, y con pocas excepciones, el primer tipo es más suave que el segundo. A lo largo de los siglos, los organeros han empleado diversos métodos para lograr este efecto.
El tremulant de viento retenido se coloca en serie entre la fuente de aire y los tubos, y sus partes móviles consisten en una válvula articulada con un peso de plomo montado sobre un resorte en una cara. Cuando no está operativa, la válvula se aparta cuando se da la orden desde el mecanismo del registro del tremulant, pero al accionar el registro del tremulant, la válvula rebota suavemente con la corriente de aire que pasa por la caja. Esto imparte un suave efecto ondulante a los sonidos de los tubos, por lo que se le llamó tremblant doux (temblante suave). Parámetros como frecuencia y la profundidad de la pulsación del trémulo dependen del tamaño del peso y la elasticidad de sus alambres de soporte, así como del volumen y la velocidad del viento que lo atraviesa. El sistema presenta ciertas desventajas, tales como su configuración, la cual es compleja de ajustar, y el efecto del trémulo a veces puede desaparecer por completo si se pulsan demasiados registros, ya que la válvula se abre permanentemente. Otros dispositivos de este tipo más recientes incluyen motores eléctricos que mueven la tapa del depósito de viento/regulador de presión mediante un rotor desbalanceado.
En el tremulant de viento perdido consiste básicamente en que algunos pulsos regulares de aire escapan a la atmósfera. Generalmente el efecto sonoro es más violento que el de un tremulante de viento retenido, razón por la cual se le denominaba antiguamente tremblant fort (tremulante fuerte). También suele causar daño a la estructura del órgano y al propio edificio, en particular a los elementos que resuenan a la frecuencia del tremulant, como muebles y ventanas. Aunque estos tremulantes son los más comunes, al menos en Reino Unido, son poco fiables y a menudo muy ruidosos. El trémulo fuerte se utiliza en el órgano clásico, especialmente para dar mayor expresividad a las lengüetas, en el grand jeu.
Los dos tipos de tremulant producen dos efectos diferentes en el sonido del instrumento: el sistema de viento abierto tiene una frecuencia de oscilación independiente del número de notas tocadas por el organista, mientras que el sistema de viento cerrado es efectivo solo cuando se tocan pocas teclas, pero pierde velocidad y profundidad a medida que aumenta el consumo de aire al pulsar más registros o al tocar acordes grandes, hasta el punto de perder su efecto por completo.

## Construcción
El tremulant debe estar conectado al sistema de viento por medio de una tubería rígida, no por medio de una manguera flexible. La longitud del tubo no debe ser corta tampoco. En caso contrario el efecto del tremulant será débil y entrecortado, cuando al usar el efecto, su sonido suave y regular. Una longitud o tipo de liena flexible puede causar también un vibrato entrecortado o de doble tiempo que suene el doble de rápido de lo que debería. Aunque el tremulant de un órgano de tubos es un dispositivo en sí mismo, el tremulant completo consta de cuatro elementos: el dispositivo tremulant, el regulador de presión asociado, la tubería que conecta el tremulant al regulador de presión, y la caja de viento donde se apoyan los tubos afectados. Al montar un órgano de tubos y ajustar el tremulant para producir un buen efecto de vibrato en los tonos de los tubos que controla, es necesario tener en cuenta estos cuatro elementos. En la mayoría de los órganos clásicos y de concierto, el tremulant suele conectarse al lado regulado del regulador de presión de una sección específica del órgano y proporciona un efecto de vibrato a todos los tubos alimentados por dicho regulador. Otra configuración muy común en los órganos clásicos y de concierto es conectar el tremulant al colector de distribución de entrada, que suele ser parte integral de la caja de viento que alimenta de aire a varios rangos.
Se han utilizado diversos tipos de tremulant, pero el más conocido es el de tipo fuelle, presente en órganos de teatro, como también en muchos órganos de iglesia y de concierto. El tremulant de fuelle es una válvula grande que se abre y se cierra a la frecuencia de vibrato deseada y es accionada por el propio aire del órgano. En los nuevos instrumentos se usa una válvula electroneumática sencilla de gran tamaño, accionada por una señal procedente de un oscilador de estado sólido con una salida de onda cuadrada cuya frecuencia puede variar entre 6 y 7 Hz. Cuando el oscilador emite una señal, la válvula del tremulant se abre y, cuando la señal se reduce a cero, se cierra. La ventaja de este método es que es muy fácil controlar tanto la intensidad como la frecuencia del vibrato resultante variando, respectivamente, el ciclo de trabajo o el tiempo de activación de cada ciclo de salida y la frecuencia del oscilador.
En un tremulant típico de fuelle, también se puede variar tanto la frecuencia como la intensidad del vibrato resultante, pero dicho ajuste es complejo. Hay tres ajustes importantes que son bastante críticos, con el agravante que son mutuamente dependientes. El primero es la válvula de entrada, justo en el punto de entrada del tubo de conexión del tremulant. El segundo es la posición de la válvula interna del tremulant con respecto a la parte superior del fuelle, y el tercero es la abertura de salida en la parte superior del fuelle. La función más importante de cada uno de estos ajustes es la siguiente: Válvula de entrada: intensidad o profundidad del tremulant. Posición de la válvula interna con respecto a la parte superior: rendimiento o funcionamiento real. Salida superior: frecuencia del tremulant. Cerrar la válvula de entrada reducirá la intensidad y la frecuencia. Cerrar el puerto superior aumentará la frecuencia y reducirá la intensidad. Un ajuste incorrecto de la válvula interna con respecto a la parte superior afecta significativamente la fiabilidad del funcionamiento, incluyendo el arranque y la parada, y también afecta la frecuencia y la intensidad, pero tiene un efecto mayor en la frecuencia.
En el caso del sistema de viento cerrado, la paleta se instala dentro de la línea de viento para detener el flujo de aire. Cuando el tremulant no está activado, la paleta se eleva a la posición abierta y el viento puede fluir sin restricciones. El dispositivo se activa al soltar la paleta, y esta al caer en la posición cerrada, tiende a impedir el flujo de viento. Esto crea una oscilación periódica de la paleta, que se abre por la fuerza del viento, pero al ser lo suficientemente pesada como para intentar volver a la posición cerrada por la gravedad. La inestabilidad resultante del viento crea el efecto ondulante. Este sistema es muy similar, si no idéntico, al descrito siglos después como tremblant doux por Dom Bedos.
La construcción del tremulant de viento abierto o perdido consta de una paleta solidaria con un resorte o peso, que se ubica externamente sobre una abertura en la línea de aire o en el cofre de viento. Al accionar el comando desde los registros, la paleta se suelta y queda libre, en consecuencia la presión dentro del sistema de viento intenta abrirla, mientras que el resorte o peso instalado sobre la paleta reacciona aplicando una fuerza opuesta. El resultado es una oscilación de la paleta, resultante en una liberación periódica de aire del sistema y una consiguiente caída periódica de presión, que a su vez crea el efecto ondulante en el sonido. Este era el sistema más común durante el Renacimiento.